# Abengoa
Abengoa, S.A. er en spansk multinational grøn infrastruktur-, energi- og vandvirksomhed. Virksomheden blev etableret i 1941 af Javier Benjumea Puigcerver og José Manuel Abaurre Fernández-Pasalagua og er baseret i Sevilla. Abengoa har ca. 20.000 ansatte i over 80 lande.